# Équipe de France de football en 1979
Chronologie
Saison précédente Saison suivante
Cet article traite de l'année 1979 de l'équipe de France de football.
L'équipe de France termine en trombe ses éliminatoires pour l'Euro 1980, mais se classe seulement deuxième de son groupe de qualifications derrière la Tchécoslovaquie. Les Bleus seront donc absents de l'Euro 1980.

## Les matchs
| Date             | Stade                                    | Adversaire      | Score | Comp | Buteurs français                                                  |
| 25 février 1979  | Parc des Princes Paris, France           | Luxembourg      | V 3-0 | QCE  | J. Petit (38e), Emon (60e), Larios (78e)                          |
| 4 avril 1979     | Tehelne Pole Bratislava, Tchécoslovaquie | Tchécoslovaquie | D 0-2 | QCE  | -                                                                 |
| 2 mai 1979       | Giants Stadium New York, États-Unis      | États-Unis      | V 6-0 | A    | Lacombe (8e, 14e, 37e), Droege (csc 42e), Amisse (61e), Six (73e) |
| 5 septembre 1979 | Rasunda Stadium Stockholm, Suède         | Suède           | V 3-1 | QCE  | Lacombe (14e), Platini (54e), Battiston (71e)                     |
| 10 octobre 1979  | Parc des Princes Paris, France           | États-Unis      | V 3-0 | A    | Platini (5e), Wagner (18e), Amisse (23e)                          |
| 17 novembre 1979 | Parc des Princes Paris, France           | Tchécoslovaquie | V 2-1 | QCE  | Pécout (67e), Rampillon (76e)                                     |

A : match amical. QCE : match qualificatif pour l'Euro 1980

## Les joueurs
| Joueurs                                                      |     |    |     |     |     |     |
| Gardiens de but                                              |     |    |     |     |     |     |
| Dominique Dropsy (RC Strasbourg)                             | 90  | 90 | 45  | 90  | 45  | 90  |
| André Rey (10e et dernière sélection)                        |     |    | r45 |     |     |     |
| Philippe Bergeroo (LOSC) (1re sélection)                     |     |    |     |     | r45 |     |
| Défenseurs                                                   |     |    |     |     |     |     |
| Léonard Specht (RC Strasbourg)                               | 90  | 90 |     | 90  | 45  | 90  |
| Patrick Battiston (FC Metz)                                  | 90  |    | r10 | 90  |     | 90  |
| Marius Trésor (Olympique de Marseille)                       | 90  |    | 90  |     | r45 |     |
| Maxime Bossis (FC Nantes)                                    | 90  | 90 | 80  | 90  | 90  | 90  |
| Raymond Domenech (RC Strasbourg) (dernières sélections)      |     | 90 | 90  |     |     |     |
| Christian Lopez (AS Saint-Étienne)                           |     | 90 |     | 90  | 90  | 90  |
| Gérard Janvion (AS Saint-Étienne)                            |     |    | 90  |     | 88  |     |
| Milieux                                                      |     |    |     |     |     |     |
| Jean-François Larios (AS Saint-Étienne)                      | r29 | 90 | r19 |     | r48 |     |
| Jean Petit (AS Monaco)                                       | 90  | 90 | 90  |     |     | 90  |
| Henri Michel (FC Nantes)                                     | 90  |    |     |     |     |     |
| Francis Piasecki (RC Strasbourg) (3e et dernière sélection)  | 61  |    |     |     |     |     |
| Michel Platini (ASNL/ASSE)                                   |     | 90 | 90  | 90  | 42  |     |
| Roger Jouve (RC Strasbourg) (7e et dernière sélection)       |     |    | 71  |     |     |     |
| Alain Moizan (AS Monaco)                                     |     |    |     | 90  | 90  | 90  |
| Dominique Bathenay (Paris SG)                                |     |    |     | 90  | 90  |     |
| Gilles Rampillon (FC Nantes)                                 |     |    |     |     |     | 90  |
| Attaquants                                                   |     |    |     |     |     |     |
| Albert Emon (AS Monaco)                                      | 90  | 90 |     |     |     |     |
| Marc Berdoll (Olympique de Marseille) (dernières sélections) | 66  | 90 |     |     |     |     |
| Dominique Rocheteau (AS Saint-Étienne)                       | 90  |    |     | 65  |     |     |
| Eric Pécout (FC Nantes) (1re sélection)                      | r24 |    |     |     |     | r45 |
| Loïc Amisse (FC Nantes)                                      |     | 90 | 90  | 90  | 90  | 90  |
| Bernard Lacombe (AS Saint-Étienne/Girondins de Bordeaux)     |     |    | 90  | 90  | 90  | 45  |
| Olivier Rouyer (ASNL) (13e sélection)                        |     |    | 45  |     |     |     |
| Didier Six (Olympique de Marseille)                          |     |    | r45 |     |     |     |
| Jacques Zimako (AS Saint-Étienne)                            |     |    |     | r25 |     | 90  |
| Roland Wagner (RC Strasbourg) (1re et dernière sélection)    |     |    |     |     | 45  |     |
| Patrice Lecornu (SCO Angers) (1re sélection)                 |     |    |     |     | r45 |     |